# Blumenthal (Bremen)

Stadtteil Blumenthal binnen het Stadtbezirk 5 Nord van Bremen

Blumenthal (Bremen) is het meest noordwestelijke  Stadtteil  van de stad Bremen in de deelstaat Bremen in Duitsland.
Het stadsdeel grenst in het zuidoosten aan Vegesack, een ander stadsdeel van Bremen. Het ligt bijna 25 km ten westnoordwesten van het oude centrum van Bremen. In het noorden grenst het aan de in Nedersaksen gelegen gemeente Schwanewede, en in het westen aan de gemeente Berne. Het gebied van het stadsdeel is rond 8,5 km lang en 1,5 tot 4 km breed.

## Indeling en bevolkingscijfer van Blumenthal
Tot het stadsdeel Blumenthal, met per 31-12-2019 in totaal 32.399 inwoners, behoren 5 Ortsteile; tussen haakjes het aantal inwoners per Ortsteil:
- Blumenthal-dorp (10.358)
- Lüssum-Bockhorn (12.316), twee aaneengegroeide voormalige dorpen in het bosrijke noordoosten van het Stadtteil; vooral door woonwijken gekenmerkt.
- Rönnebeck (4.537), tussen Farge en Blumenthal-dorp
- Farge (2.853), in het noorden
- Rekum (2.335), nog ten noorden van Farge, aan de Wezerdijk.

De meerderheid van de inwoners van het stadsdeel is evangelisch-luthers. Niet te verwaarlozen minderheden zijn evangelisch-gereformeerd, rooms-katholiek, moslim of atheïst.

## Infrastructuur

Lijnennetkaart Regio-S-Bahn Bremen
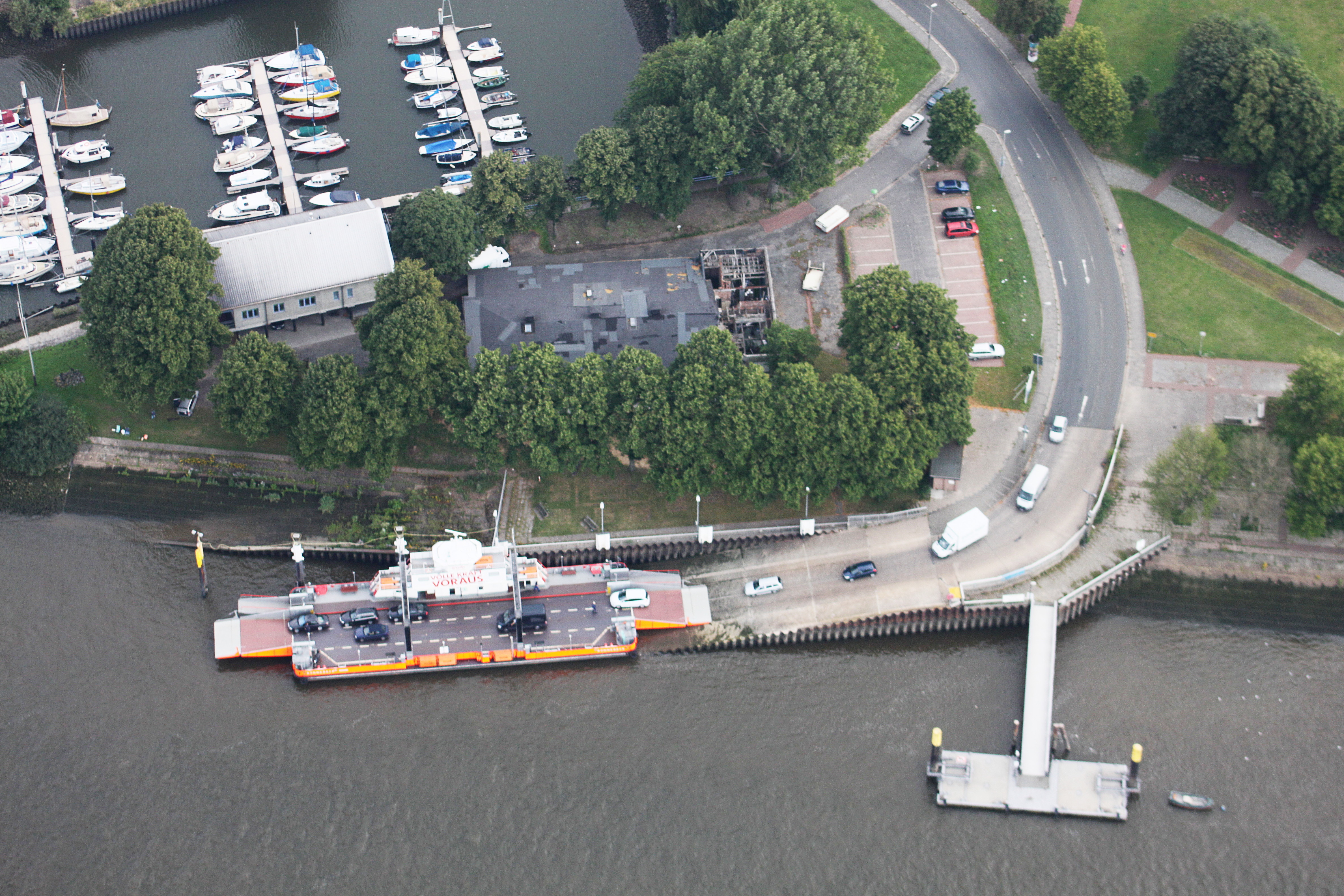
Veerpont Blumenthal-Motzen
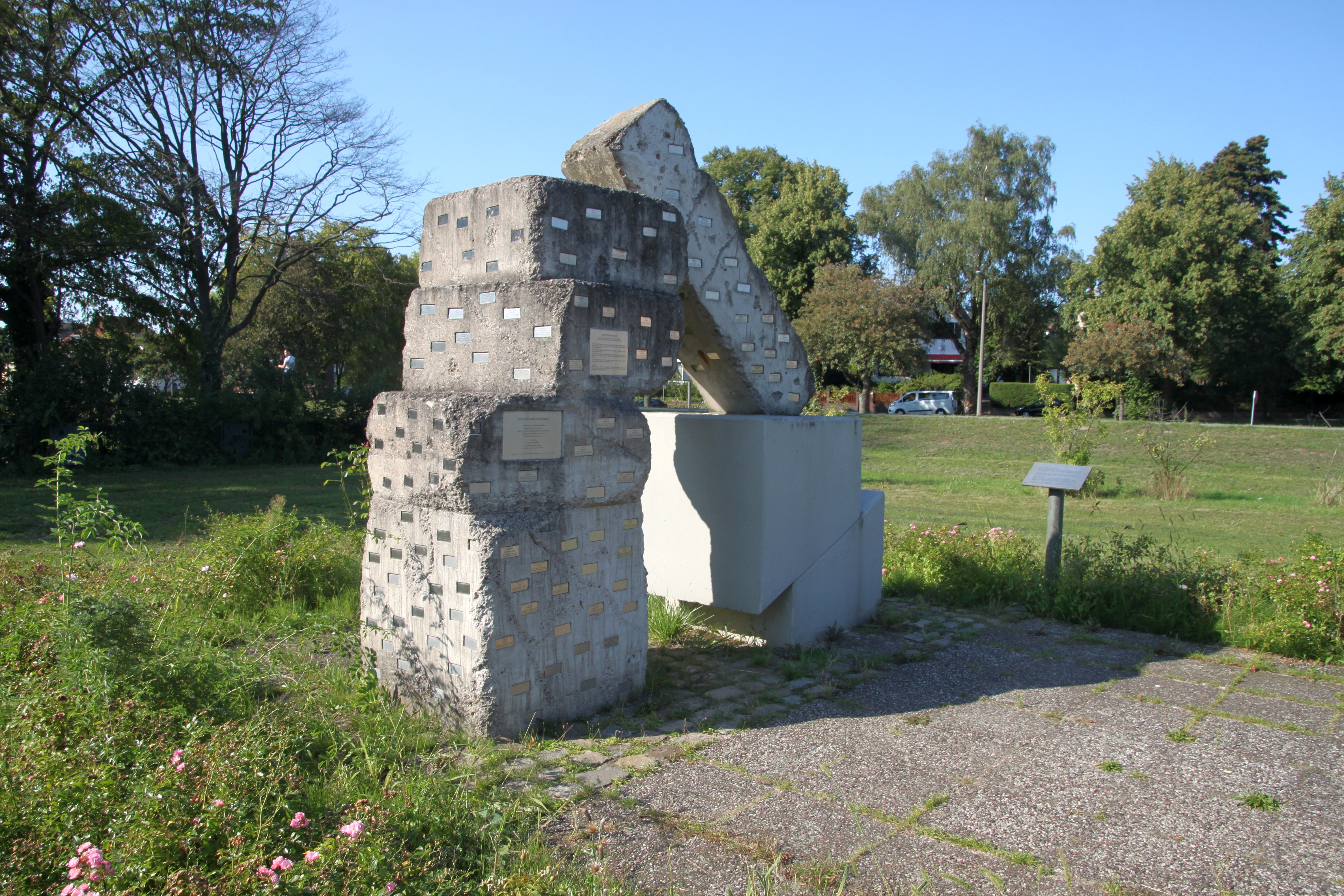
Gedenksteen KZ Bahrsplate

- Blumenthal ligt voor het overgrote deel aan de, stroomafwaarts varend, rechter (noordelijke) oever van de Wezer; echter ook een smalle, langgerekte strook aan de linkeroever hoort tot het Stadtteil. 
  - Merkwaardig is, dat bij een intussen niet meer als zodanig bestaand dorpje Flethe, dicht bij de veerpont naar Motzen, een Fleet (waterloop) heeft gelegen met de naam Donau (afgeleid van dode Au, doodlopend oeverland). De Wezer en de Donau omsloten een voormalig riviereiland, de Bahrsplate, waar in de Tweede Wereldoorlog nog korte tijd een Außenlager van Concentratiekamp Neuengamme, KZ Bahrsplate, lag. Ter plaatse bevindt zich een gedenksteen ter herinnering aan de in dit kamp gemartelde en omgekomen mensen.
- De belangrijkste verkeersweg in Blumenthal is de Bundesstraße 74. Deze kruist circa 9 km ten oosten van Blumenthal bij afrit 16 de Autobahn A27 Bremen-Bremerhaven. Een zijweg loopt in noordelijke en verderop oostelijke richting over 9 km via Schwanewede naar afrit 14 van deze Autobahn; rijdt men echter nog 9 km rechtdoor, dan bereikt men Osterholz-Scharmbeck.
- De stad heeft enkele kleine spoorwegstations: Station Bremen-Blumenthal, en  enige kleinere spoorweghaltes te Farge en 4 andere locaties, aan de uit 1888 daterende, door de Regio-S-Bahn Bremen/Niedersachsen bediende spoorlijn Bremen-Farge - Bremen-Vegesack. Deze komt als lijn RS 1 in de dienstregeling voor. Zie bovenstaande lijnennetkaart (midden).
- Enkele stadsbuslijnen verbinden Blumenthal met Bremen-Vegesack, met andere delen van Bremen en met plaatsen in de gemeente Schwanewede.
- Een veerpont over de Wezer  in de B 74 verbindt Blumenthal met het ertegenover liggende Berne (Nedersaksen). Via een kleinere pont kan men de Wezer oversteken naar Motzen, 6 km ten oosten van Berne.

## Economie

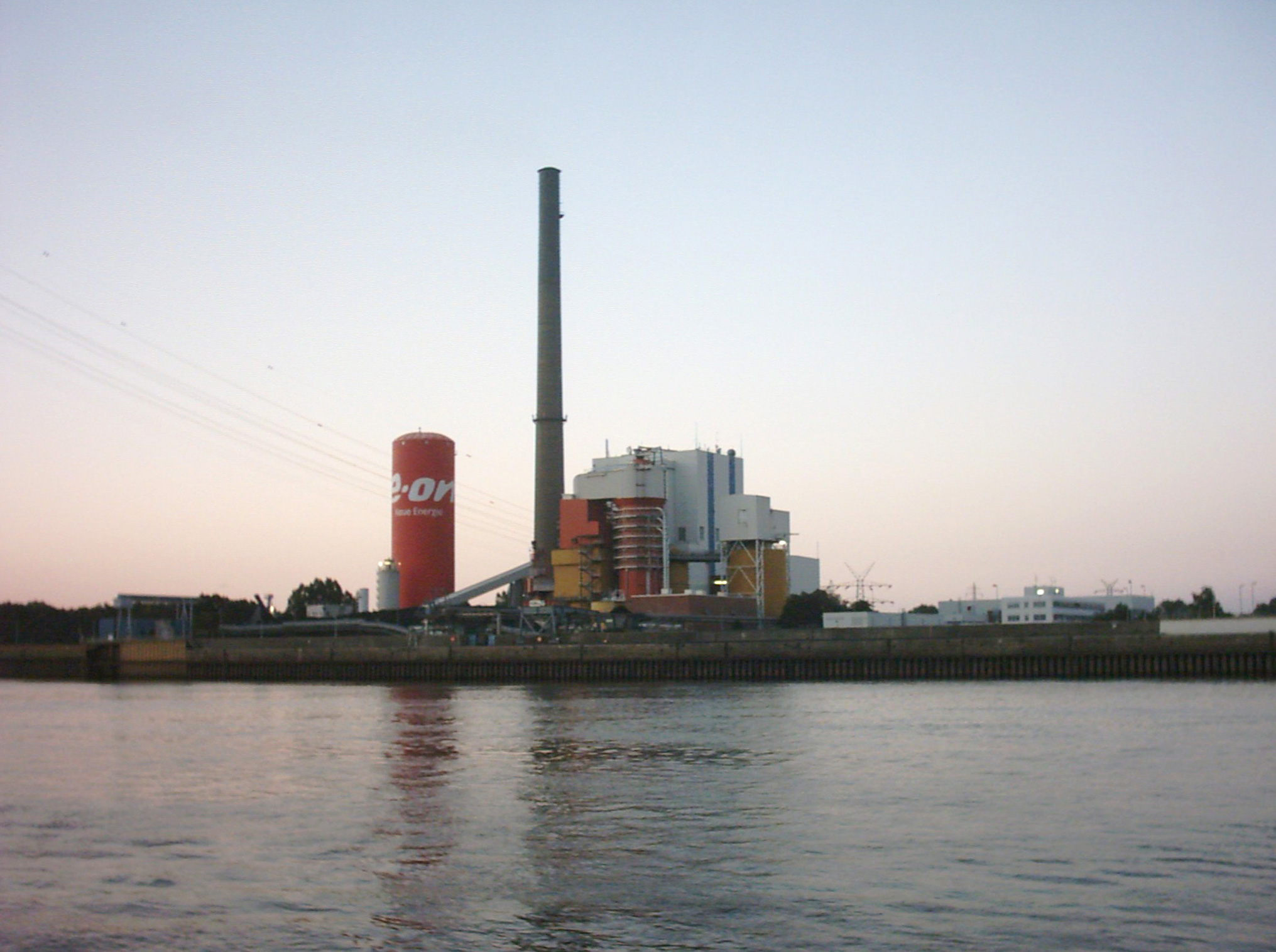
Elektriciteits-centrale bij Farge
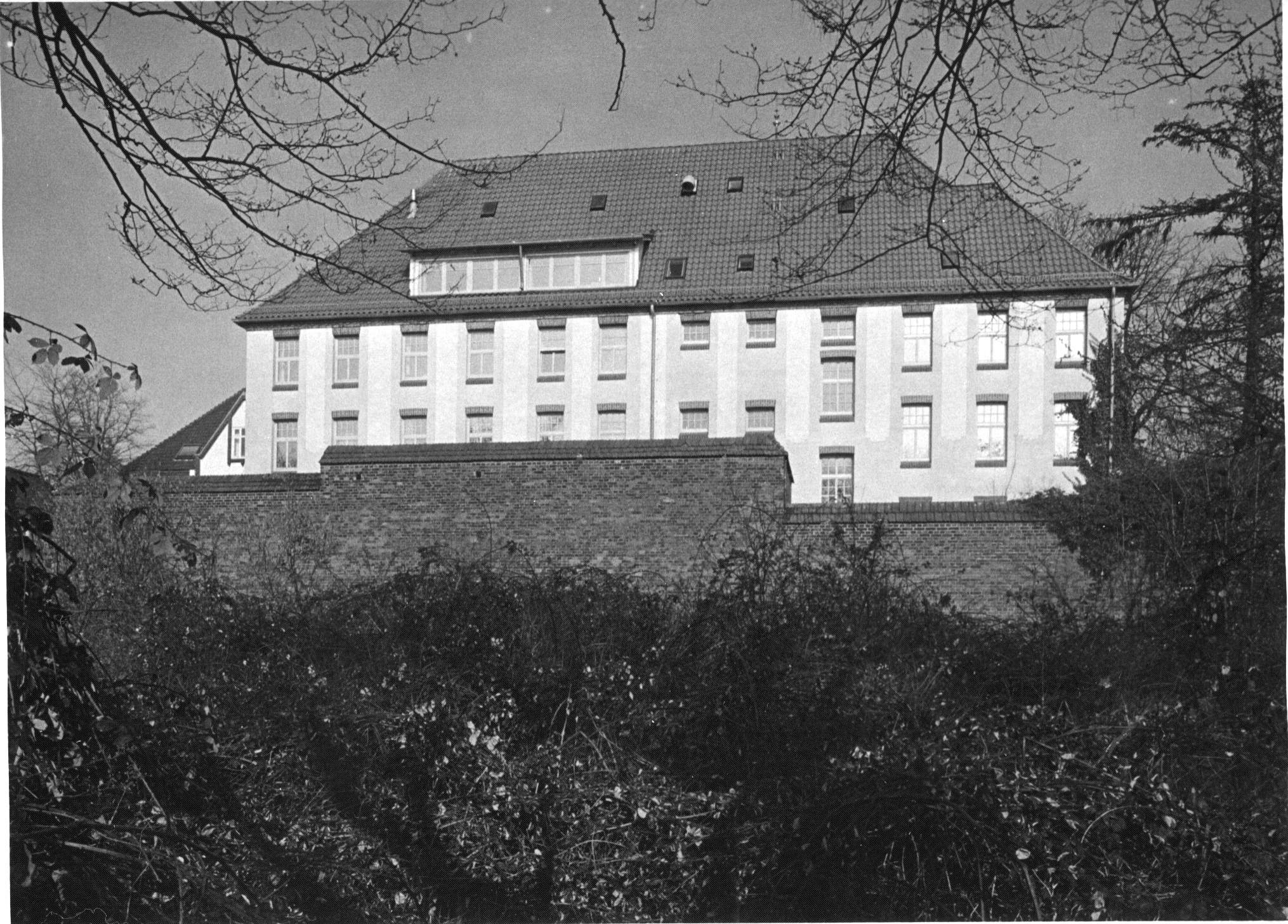
Gevangenis Blumenthal

- Te Farge staat een fabriek, die machines produceert, die in de auto-industrie worden gebruikt. Ze behoort toe aan de divisie System Engineering van ThyssenKrupp. Er werken ongeveer duizend mensen.
- Bij Farge staat een kolencentrale. Deze zal, naar verwachting, in 2024 worden gesloten.
- Het Klinikum Bremen Nord is een ziekenhuis met 488 bedden en duizend personeelsleden. Het staat op de grens van de Bremer stadsdelen Blumenthal en Vegesack. Het ziekenhuis staat dicht bij de spoorlijn en heeft op Blumenthaler gebied een eigen treinhalte.
- Blumenthal heeft aan de Wezer een kleine containerterminal, waar een firma met de naam EGERLAND cargo van schepen op vrachtauto's en omgekeerd overlaadt.
- De plaats is zetel van een Amtsgericht. De voormalige bijbehorende gevangenis, in 1933 en 1934 nog bij de SA in gebruik voor het opsluiten van communisten en andere tegenstanders van het nazi-regime, is sedert 1997 een belangrijk kantoor van het kadaster.

## Geschiedenis
De gemeente Blumenthal behoort pas sedert 1939 tot Bremen; daarvoor behoorde het o.a. tot het Zweedse Bremen-Verden, en daarna in de periode 1823-1885 tot het Amt Blumenthal in de Landdrostei Stade, van 1823-1866 onderdeel van  het Koninkrijk Hannover, van 1866-1871 van het Koninkrijk Pruisen en vanaf 1871 van het Duitse Keizerrijk.
Het noordelijke gedeelte van het Stadtteil, dat op de hoger gelegen, deels beboste Neuenkircher Heide ligt, is sterk gekenmerkt door het verleden van de nazi-tijd. Er zijn restanten van een groot ondergronds militair brandstofdepot aanwezig (Tanklager Farge), te Rekum het restant van de onderzeebootbunker Valentin,  en van zeven kampen, uiteenlopend van een militair kamp voor marinesoldaten tot een concentratiekamp, KZ Farge. Voor meer informatie hierover zie Farge.

### Industriële geschiedenis
Van 1853 tot 1958 had Farge een belangrijke aardewerkfabriek (Steingut Witteburg). Van 1883 tot 2009 werd Blumenthal gekenmerkt door een zeer grote textielfabriek, BWK (Bremer Woll-Kämmerei), die het dorp van de Wezeroever scheidde. Enkele woonwijken in het dorp werden speciaal voor de arbeiders in deze fabriek gebouwd. Een aantal van de fabrieksgebouwen is als industrieel erfgoed onder monumentenzorg geplaatst en is dus blijven staan. Na bodemsanering moet, volgens een door de deelstaat Bremen in 2012 genomen besluit,  rond 2025 een nieuwe bestemming voor het uitgestrekte bedrijfsterrein worden gevonden (waarschijnlijk kleinschalige industrie- en handelsbedrijven). Op het terrein houden jongeren regelmatig (legale) muziek-evenementen. Toen in 1975 zowel de Vulkan-Werft te Vegesack als de Woll-Kämmerei nog volop draaiden, was het aantal inwoners van het Stadtteil 20% hoger dan in 2015 (36.000 tegen 30.000).
Rönnebeck was in de 18e, 19e en 20e eeuw een industriedorp met veel kleine scheepswerven en enige toeleveringsbedrijven daarvoor.

## Bezienswaardigheden
- Kasteel Blomendal (deels daterend uit 1354), dicht bij het station Blumenthal, is een waterslot, dat in het verleden bewoond werd door lokale baronnen. Het gebouw is in gebruik voor verschillende doeleinden. Er is een regionaal archief en een kleuterschool in ondergebracht. Verder zijn er in het gebouw vertrekken ingericht voor congressen, concerten, feesten en partijen.
- Een gedeelte van het bij veel Bremers als wandelgebied populaire Wätjens-Park, onderdeel van een 35 ha groot landgoed, in de vroege 19e eeuw gesticht door de oprichter van de Vulkan-werf, ligt in Blumenthal (de rest ligt in Lobbendorf in het aangrenzende Bremen-Vegesack). Ook het hierbij horende, gedeeltelijk tot een ruïne vervallen kasteelachtige landhuis ligt op Blumenthaler grondgebied.
- Het natuurgebied Eispohl, Sandwehen und Heideweiher in Ortsteil Lüssum-Bockhorn, dicht bij het voormalige Tanklager Farge,  is een geschikt wandelgebied met veel verschillende landschapstypen  met een grote biodiversiteit.

## Afbeeldingen

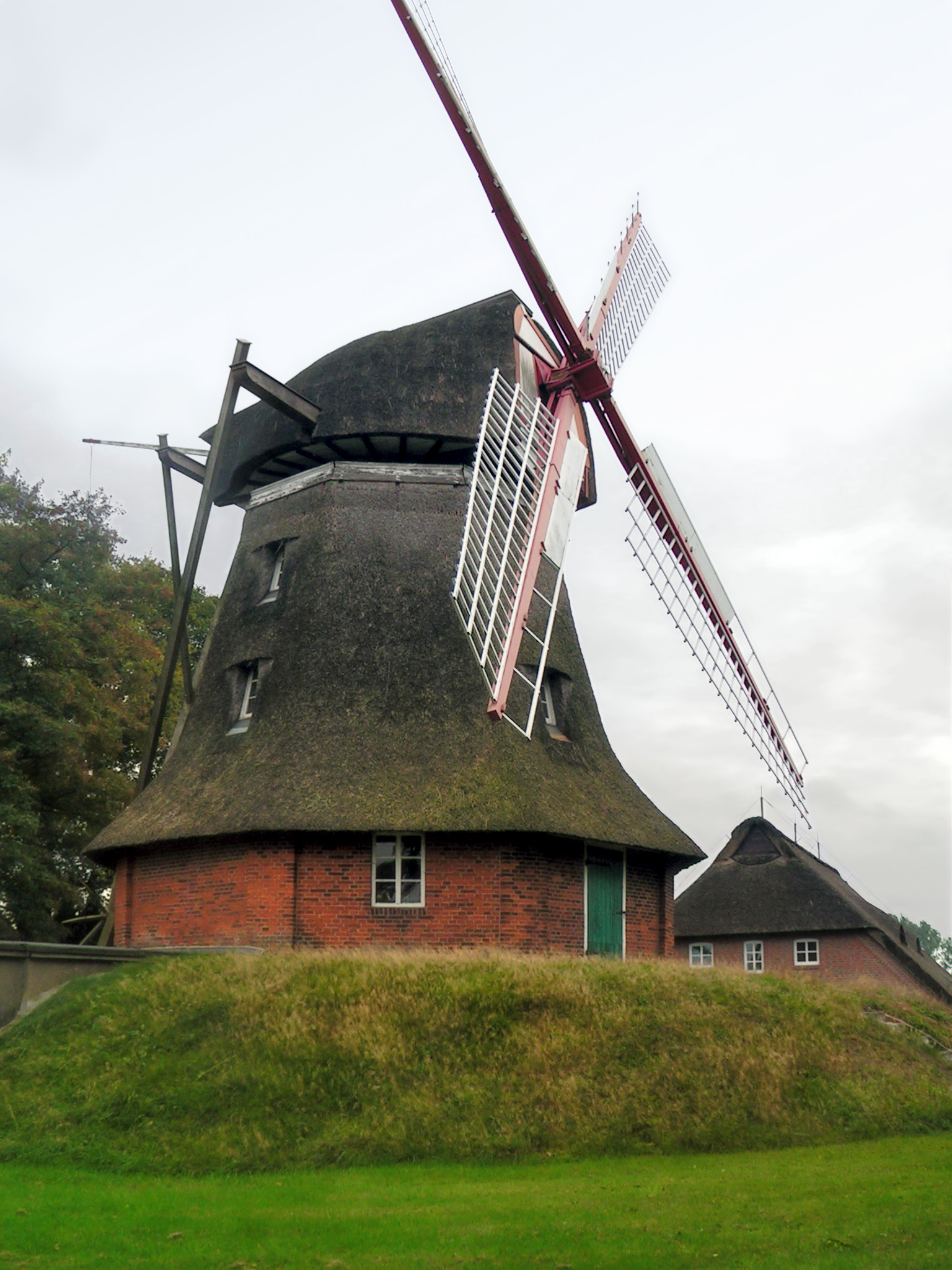
Rekum, windmolen
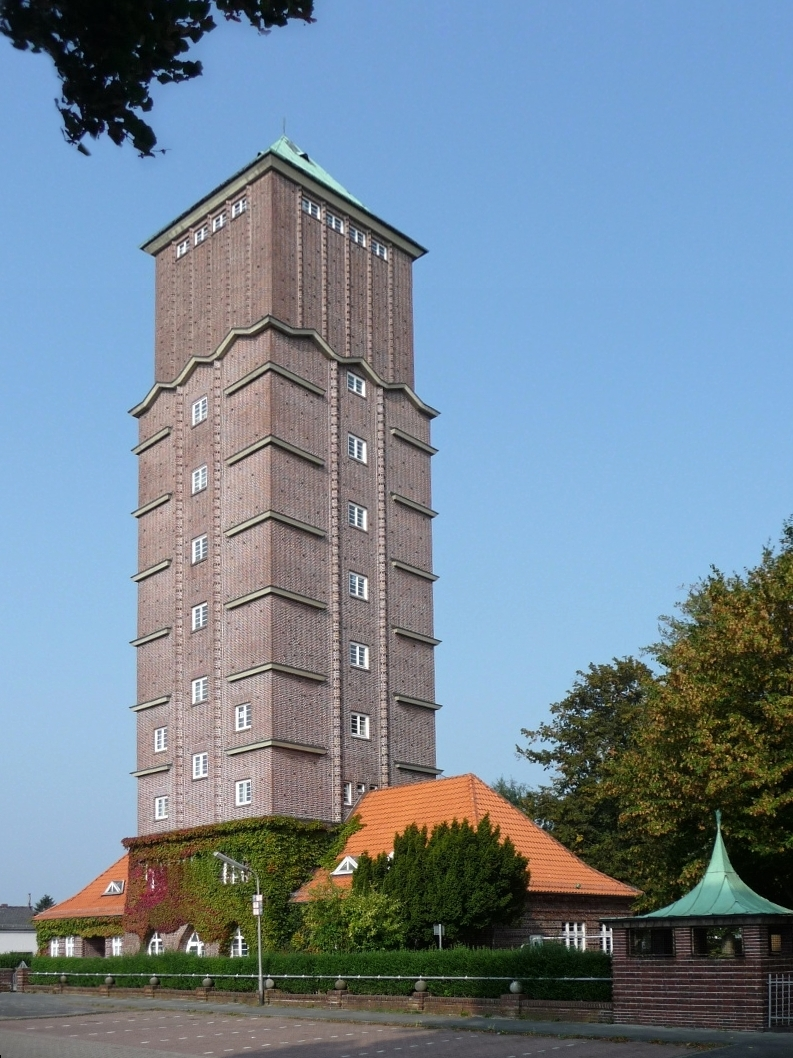
De watertoren
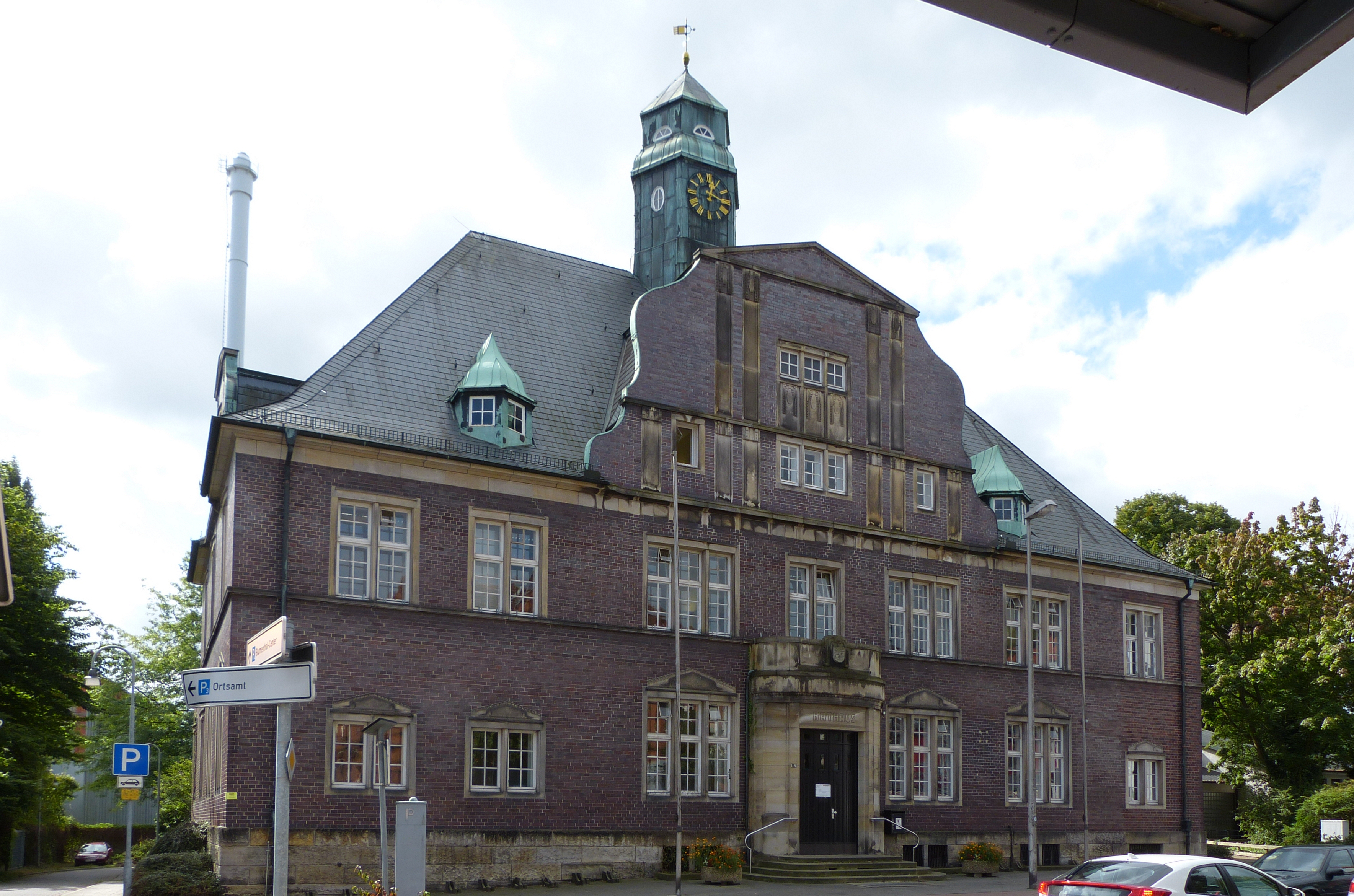
Gemeentehuis (1910)
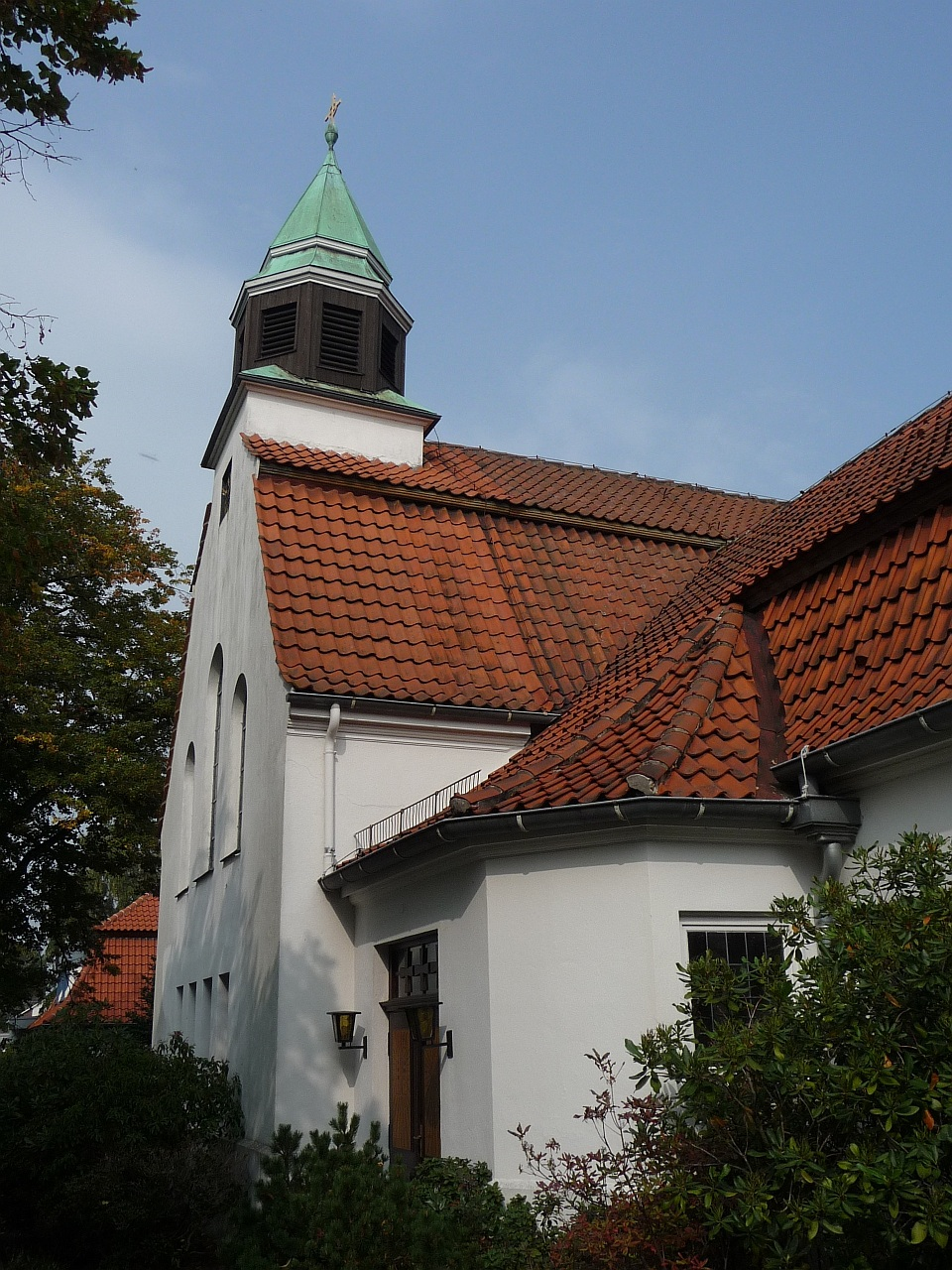
Evangelisch-geref. kerk Rönnebeck-Farge
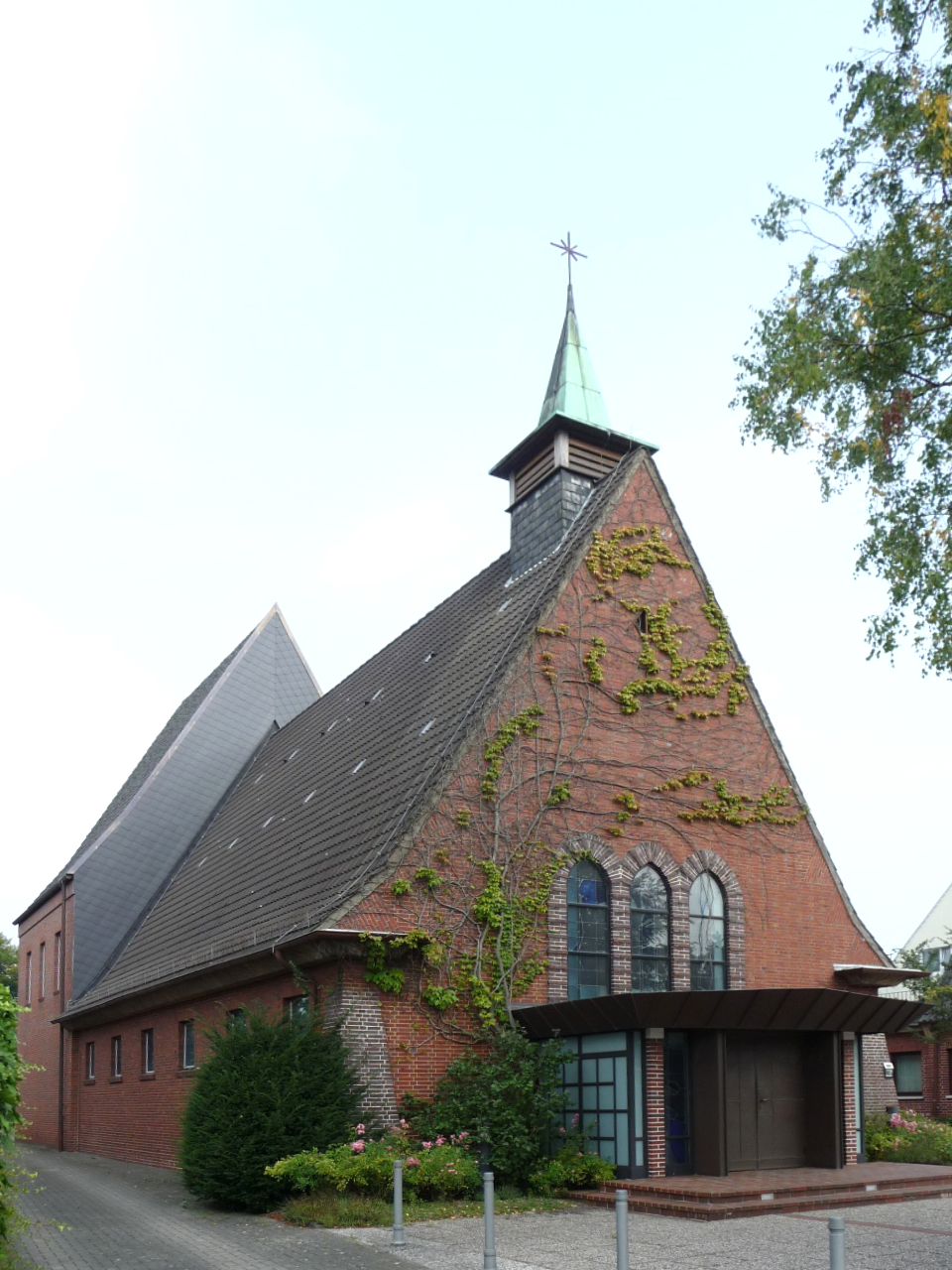
Christus-Koning-kerk, Rönnebeck
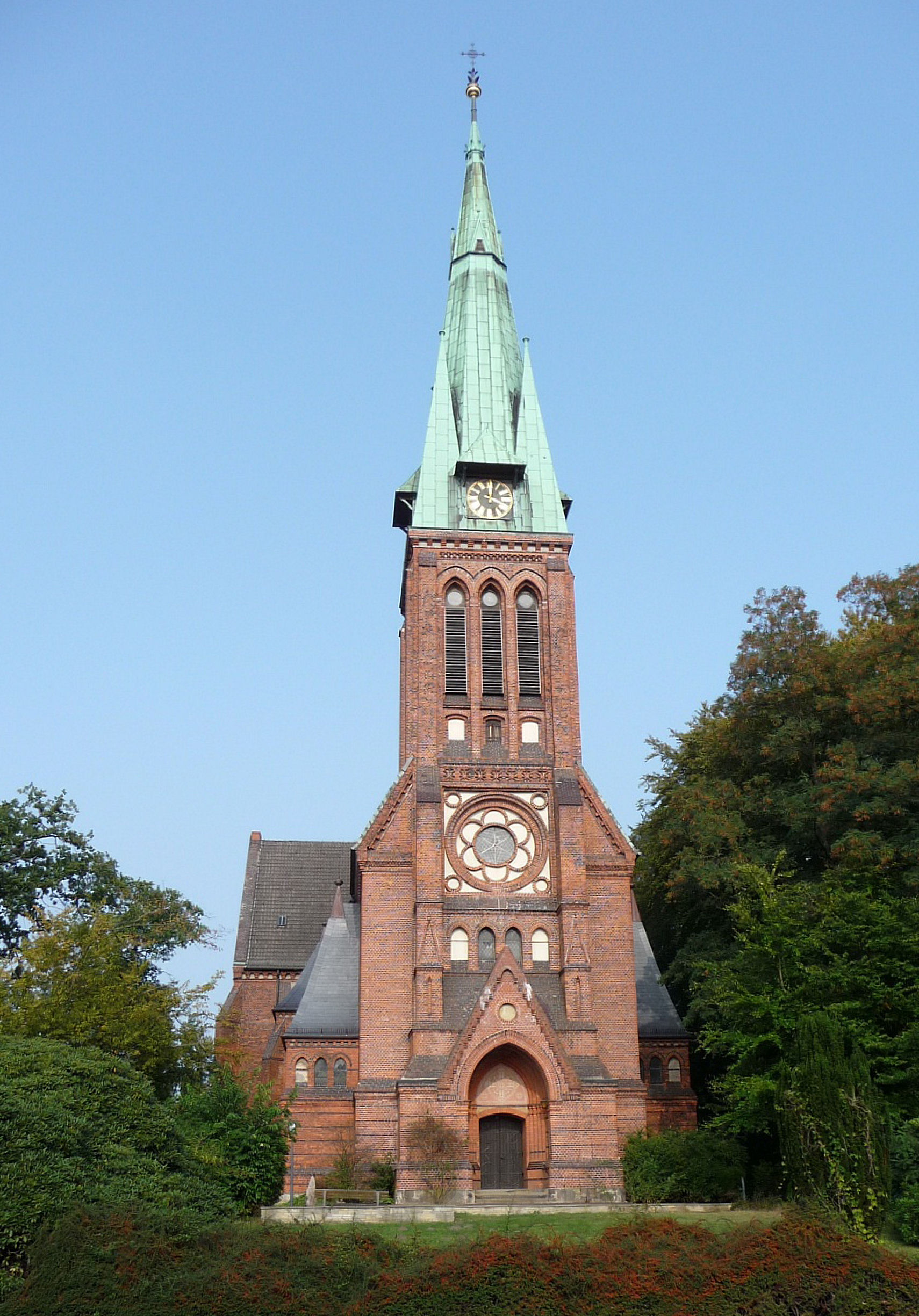
Evang.-geref. kerk, Blumenthal
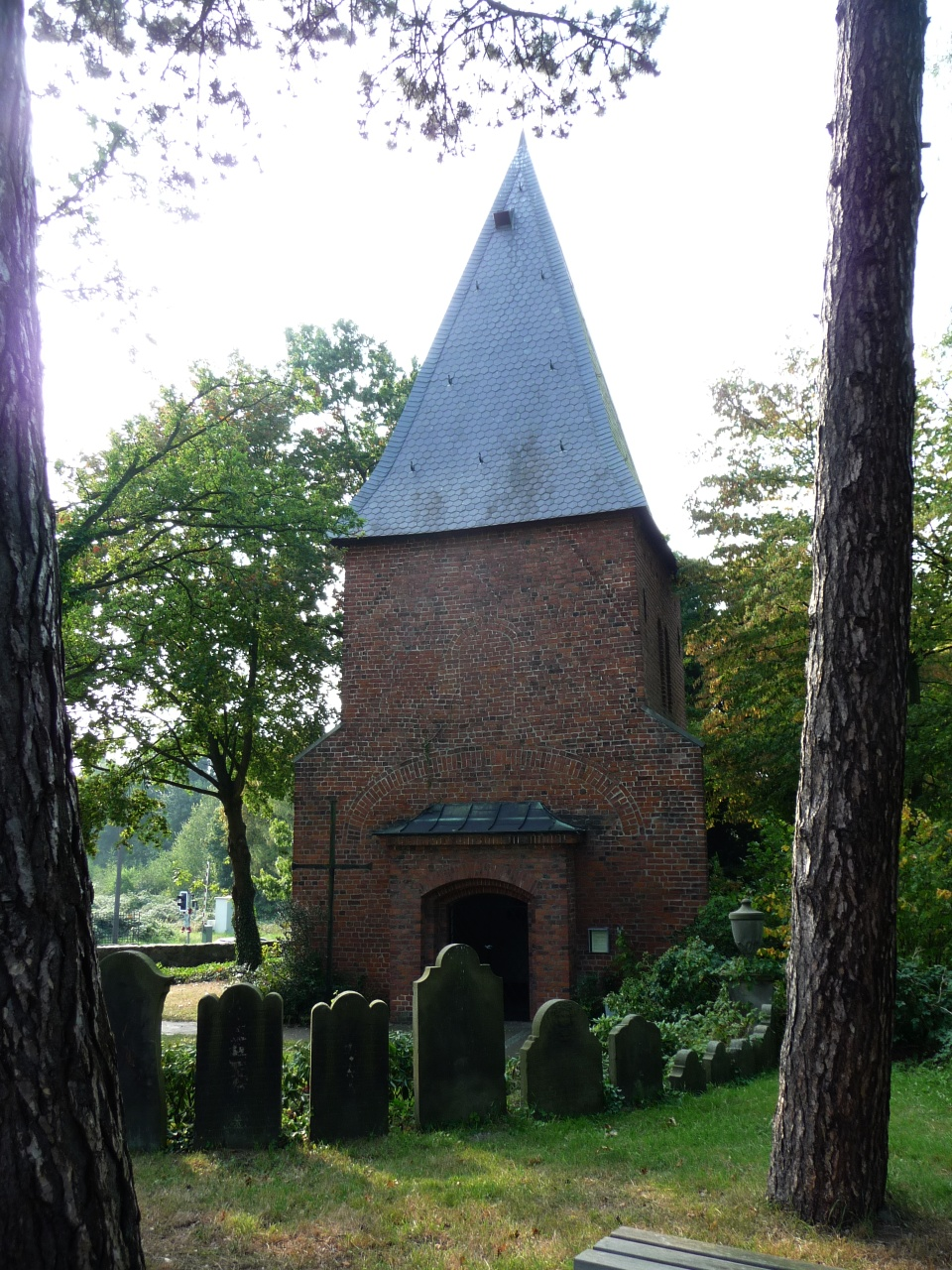
Kerkhof en oude toren van de evang.-geref. kerk
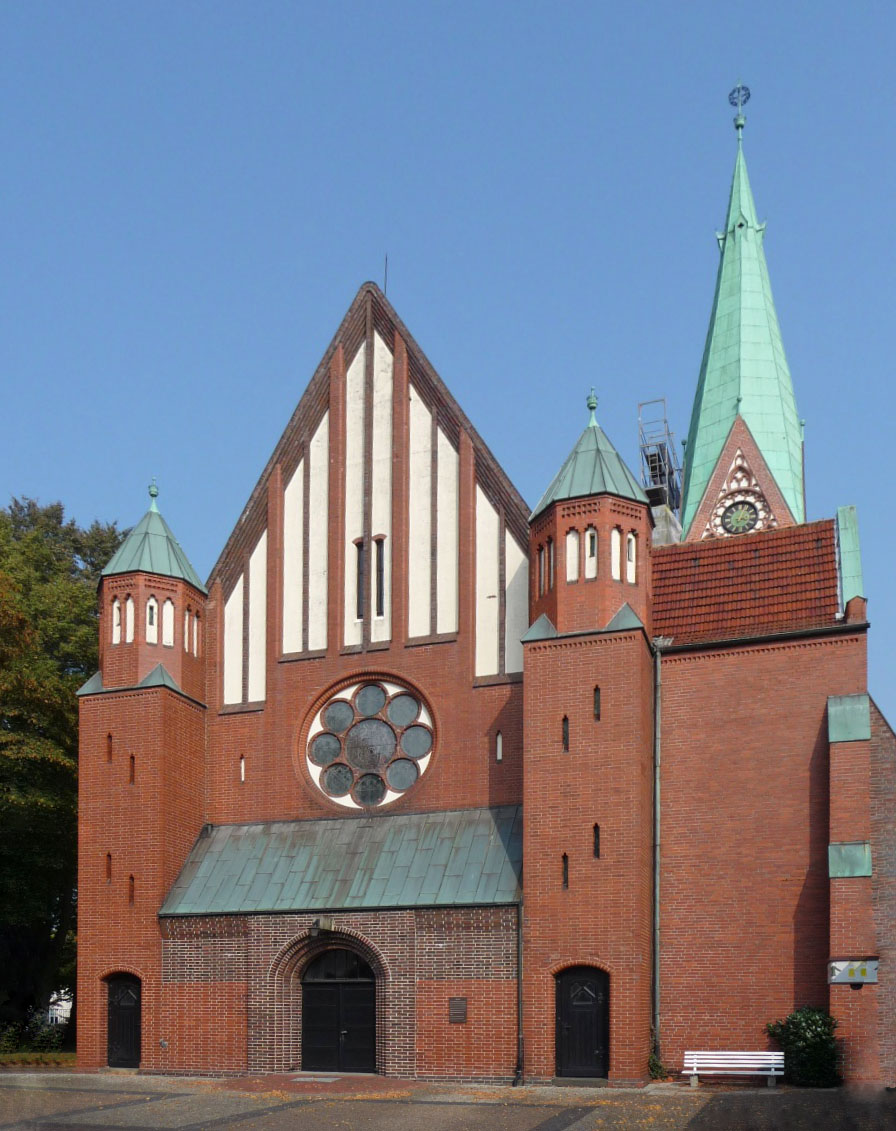
Maarten-Lutherkerk, Blumenthal
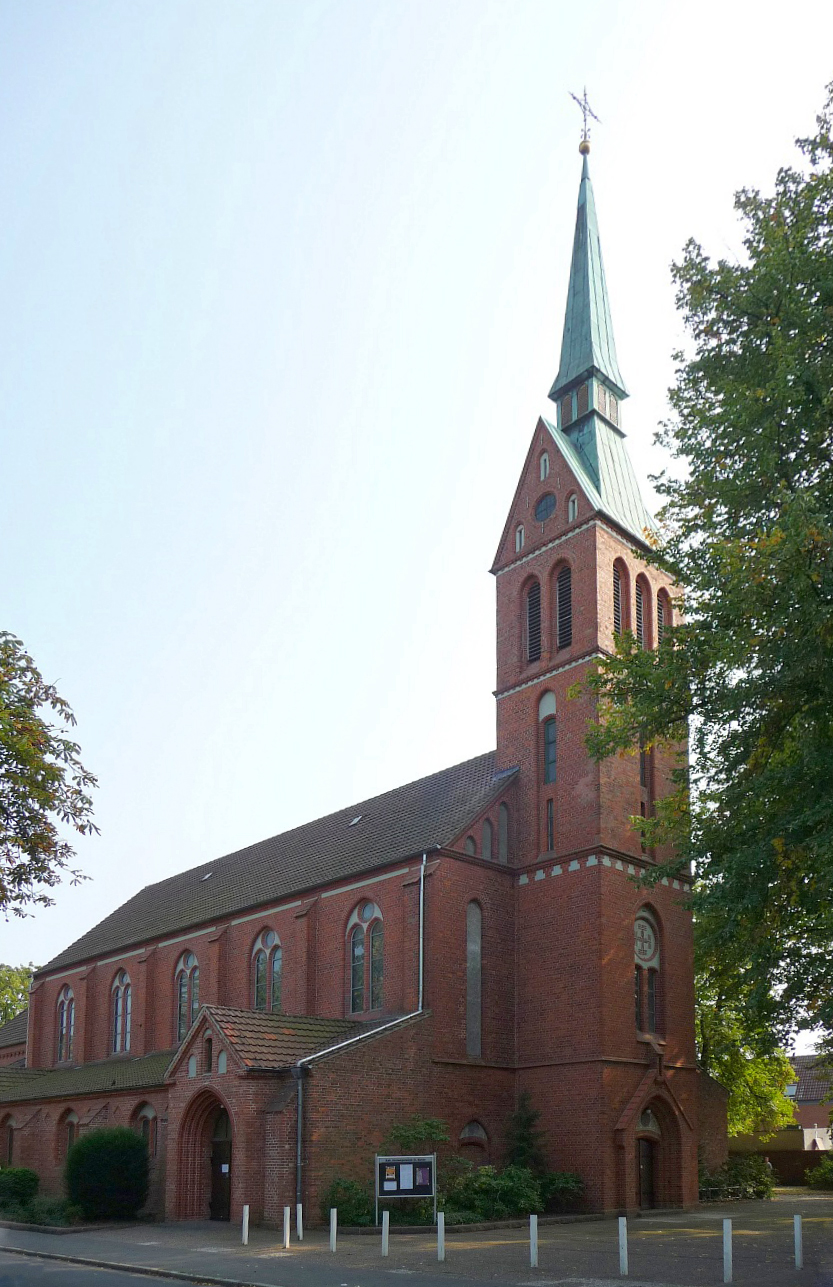
R.K. Mariakerk, Blumenthal
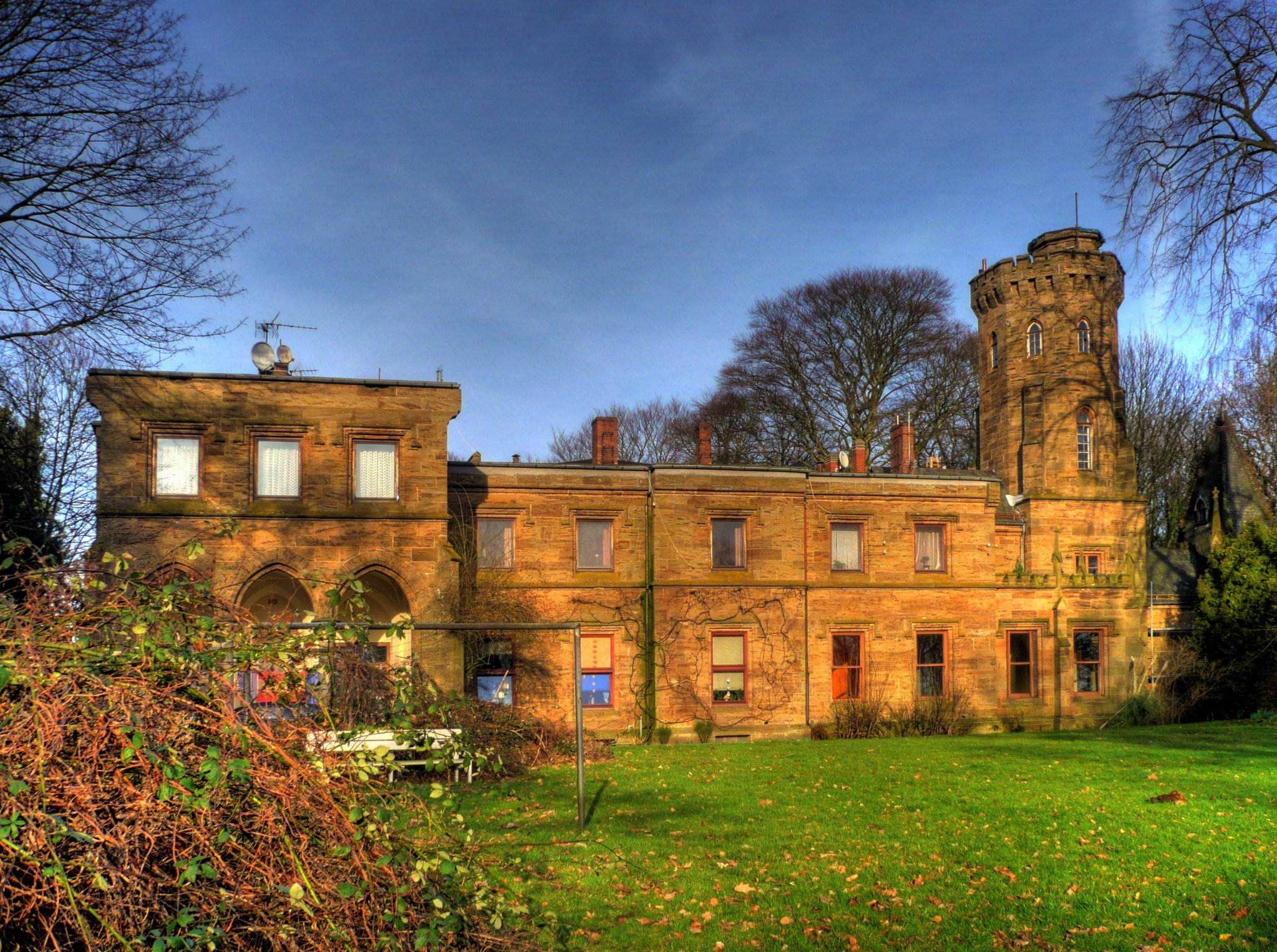
Wätjens-kasteel
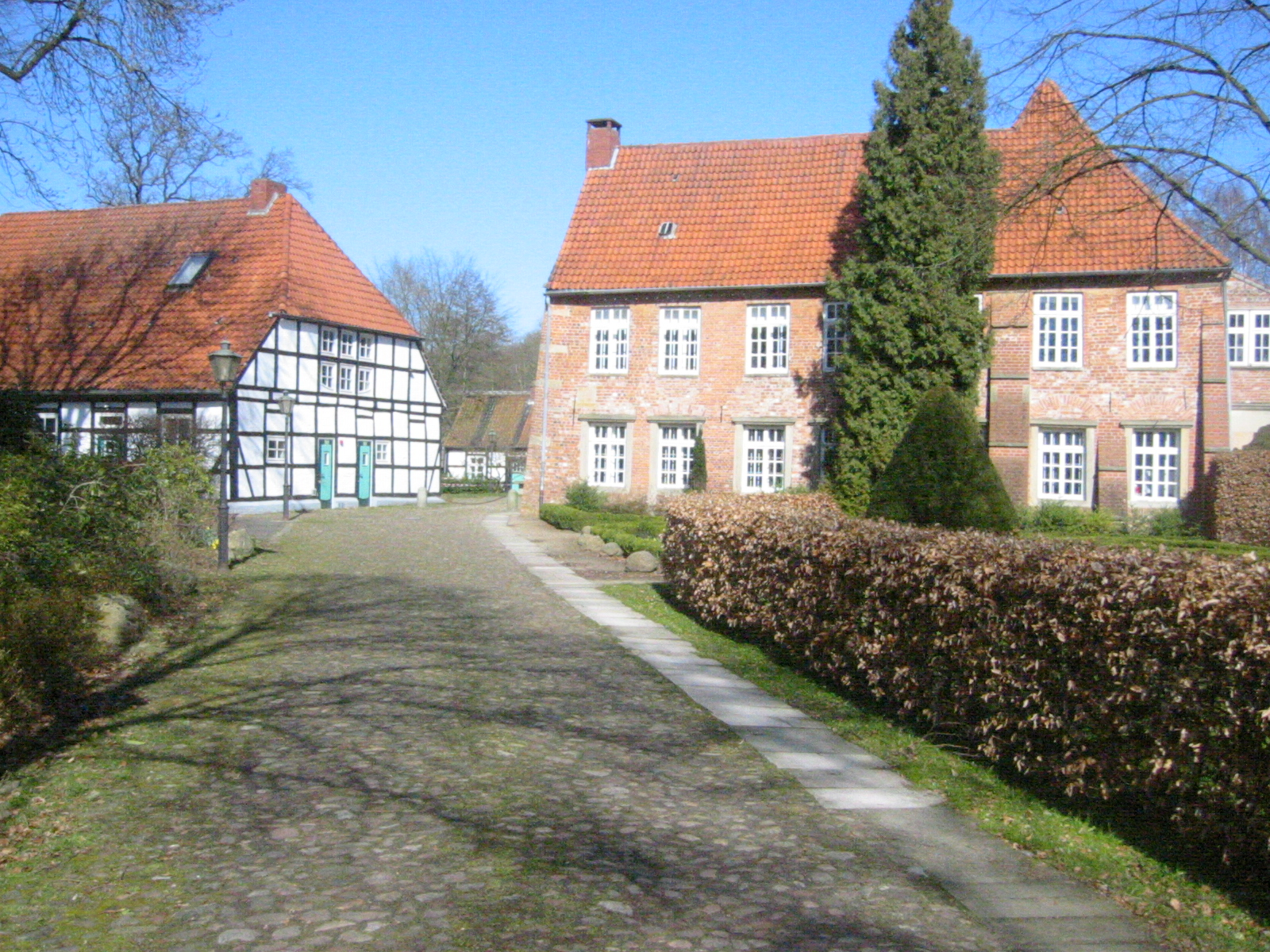
Kasteel Blomendal
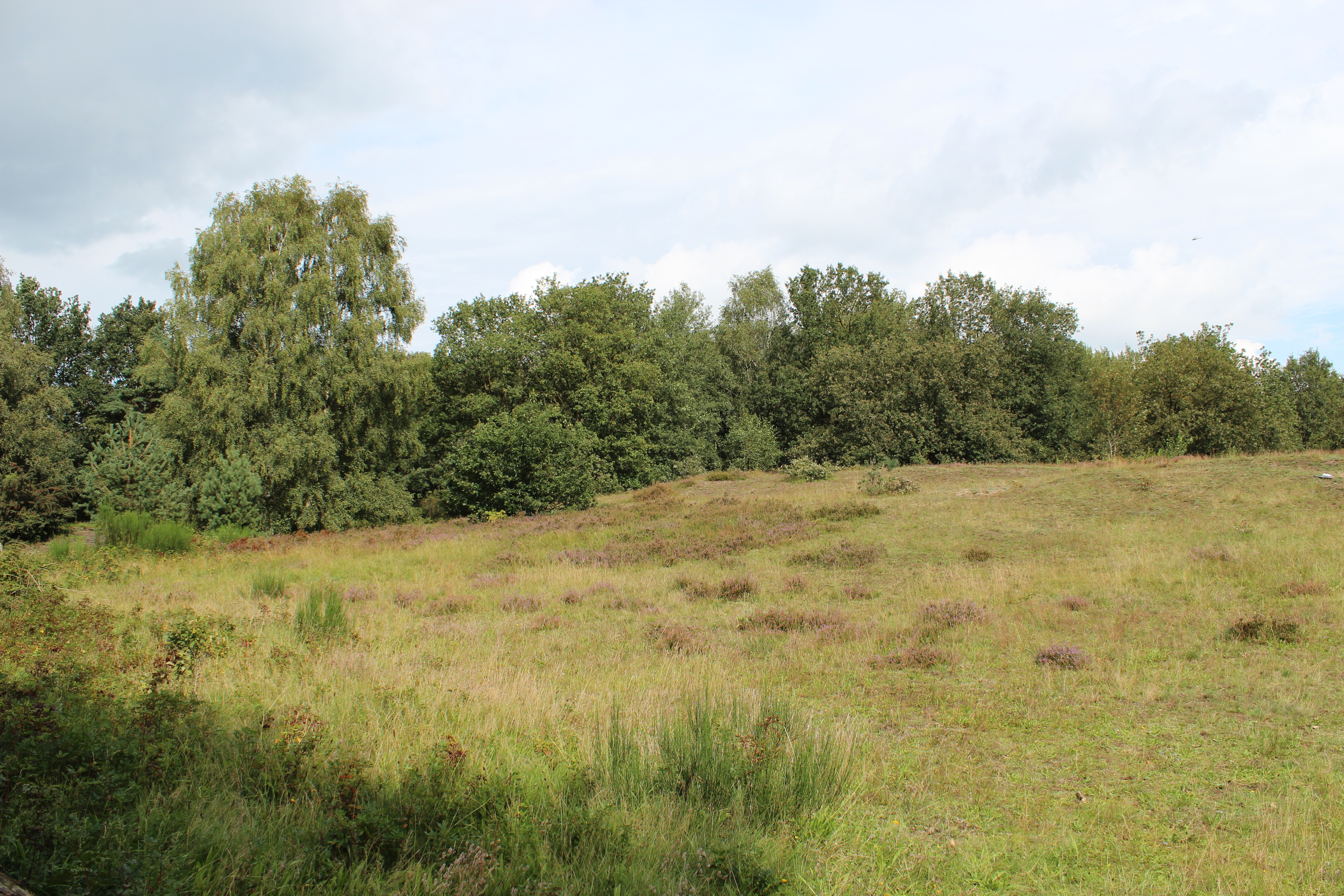
In het natuurgebied Eispohl, Sandwehen und Heideweiher

## Sport
Sport veld
- Burgwall-Stadion
- Sportplatz am Bockhorner Weg
- Löhplatz, Am Forst 1
- Buitenzwembad Blumenthal

Sportclubs
- Blumenthaler Sportverein von 1919 (BSV); Burgwall 1
- DJK Germania Blumenthal von 1957 (DJK), Burgwall 1
- Blumenthaler Turnverein von 1862 (BTV), Am Forst 1
- Freie Turner Blumenthal von 1907 (FTB), Heidbleek 10
- Lüssumer Sportverein (LSV), Bockhorner Weg 10
- Neurönnebecker TV von 1880 (NTV), Turnerstraße 111
- Turn- und Sportverein Farge-Rekum von 1890 (TSV), Rekumer Straße 2
- Verein für Turn und Tanz Farge-Rekum von 2014 (VTT)
- Wassersportverein Blumenthal (WVBl), Bootshaus Blumenthal
- Golf-Club Bremer Schweiz
- Kanu-Club Rönnebeck (KCR), Taklerstr. 64
- Leichtathletik-Gemeinschaft Bremen-Nord (LG Bremen-Nord)
- Nordbremer Leichtathletikfreunde (NBL)

## Belangrijke personen in relatie tot Blumenthal
- Christian Heinrich Wätjen of Waetjen, (* 30 januari 1813 in Bremen; † 28 februari 1887 in Bremen), Duits rederijmagnaat, liet voor zichzelf en zijn familie in 1864 te Blumenthal het naar hem genoemde kasteel en park realiseren.
- Eduard Dallmann (* 11 maart 1830 in Flethe, een wijk van Blumenthal; † 23 december 1896 in Blumenthal), Duits walvisvaarder, poolonderzoeker en ontdekkingsreiziger.[4]
- Manfred Hausmann, voluit: Georg Andreas Hausmann (Kassel, 10 september 1898 - Rönnebeck, 6 augustus 1986), Duits schrijver, dichter, journalist en lekenpredikant.
- Harald Genzmer (Blumenthal (Bremen), 9 februari 1909 - München, 16 december 2007), Duits componist.